# NGC 5914B/2
NGC 5914B/2 је спирална галаксија у сазвежђу Волар која се налази на NGC листи објеката дубоког неба.
Деклинација објекта је + 41° 53' 12" а ректасцензија 15h 18m 46,3s. Привидна величина (магнитуда) објекта NGC 5914 износи 15,7 а фотографска магнитуда 16,5.